# Hemisorghum venustum
Hemisorghum venustum là một loài thực vật có hoa trong họ Hòa thảo. Loài này được (Thwaites) Clayton mô tả khoa học đầu tiên năm 1972.